# Iglesia de Loica
La Iglesia de Loica  es un templo jesuita construido el 14 de marzo de 1856, ubicado en la comuna de San Pedro, Región Metropolitana de Santiago. Fue declarado Monumento Histórico en el año 2009.

## Historia
Fue creada por el arzobispo Rafael Valentín Valdivieso con la donación del terreno por parte de José Santos Rojas Tapia, quien en su testamento del año 1924 obsequió cuatro cuadras para la edificación de la iglesia. Las cuadras consistían en dos terrenos de rulo y dos de lomaje.
A causa del terremoto del año 1909 el edificio quedó totalmente demolido, pero gracias a la donación de Nicolás Cornejo en el año 1910 se consiguió terreno para su reconstrucción. Este terreno era arenoso y plano, teniendo en ese tiempo espinos los cuales ya fueron retirados. La iglesia actual fue bendecida por el sacerdote Bibiano Bustos el 26 de marzo de 1926.

### Reconstrucción
Debido a los fuertes terremotos ocurridos en Chile, como el de 1985, se realizaron actividades para la reconstrucción del edificio, teniendo como participación más significativa la recolección de dinero casa por casa por parte de los jóvenes de la localidad, juntando de esta manera $95.000 pesos gracias al aporte de todo el vecindario. Otra actividad para la recolección de fondos fue un proyecto presentado a la fundación GESTA, donde se logró acumular la suma de $350.000 pesos, y finalmente se realizó una rifa que fue realizada en diciembre del 2000, en donde se acumuló el monto de $250.000.
Un aporte de gran importancia para la reconstrucción de la iglesia fue de parte de la empresa Agrosuper, la cual realiza sus faenas en la comuna de San Pedro. El 4 de abril de 1998 comenzó la reconstrucción de la iglesia de Loica.

## Descripción

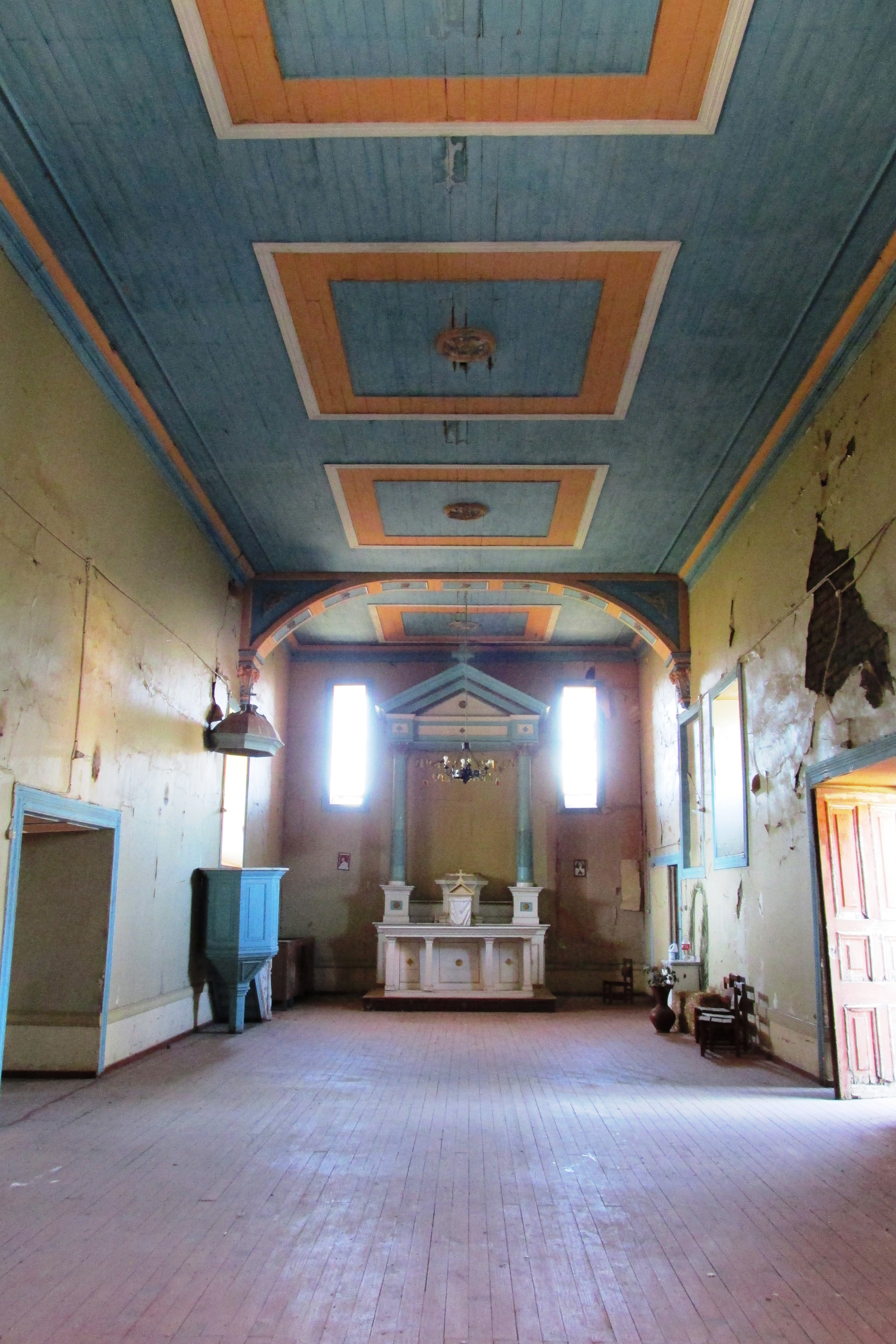
Interior de la Iglesia de Loica.

Mide 27.50 m de largo, 7.70 m de ancho y 8.20 m de alto. Su techo está creado a partir de zinc, hecho de álamo, y las costaneras hechas de roble. Las murallas están hechas de adobe con medio espesor, blanqueadas tanto por fuera como por dentro, tiene cuatro ventanas de 2.20 m por 2.40 m y tres puertas.
En el interior de esta iglesia se destaca su altar, que cuenta con una peana de madera y dos pilastras que contiene la titular de la iglesia Nuestra Señora de Dolores. Cuenta además con una mesa tabernáculo y dos gradas. Esta mesa posee una dimensión de 1.04 de largo por 2.40 de ancho estando pintada y con una tarima.
La iglesia de Loica tiene un púlpito con un torna voz, este es el lugar donde antiguamente se hacían las prédicas de la santa misa, asimismo cuenta con bancas de madera sin respaldos. Y finalmente el inmueble cuenta con un confesionario, que aunque está en muy mal estado aún se conserva hasta estos días.

## Actividades religiosas
Una de las ceremonias que se realizan en el tradicional Canto a lo Divino, «una de las enseñanzas más antiguas heredadas de los jesuitas, y que fue traída por la congregación hace 400 años como forma de evangelizar a la población local». El primer sábado de enero, se reúnen cantores provenientes de todo el país,  llegando en enero del año 2018 a 103, los cuales se posicionan en forma de rueda en los altares y entonan cánticos en alabanza y adoración al niño Jesús en Epifanía.
Otra actividad que se realiza en la iglesia es la liturgia dominical, preparada por el obispo de Melipilla.